# 6 Pułk Piechoty Cesarstwa Austriackiego
6 Pułk Piechoty Cesarstwa Austriackiego (pierwotnie jako 2 Pułk Garnizonowy) – jeden z austriackich pułków piechoty okresu Cesarstwa Austriackiego.
Pułkownicy komenderujący: 1799 Josef Sturioni, 1803 Karl Starimski von Pittkau. W 1808 rozwiązany,

## Mundur
- Typ: niemiecki
- Bryczesy: białe
- Wyłogi: czarne, od 1807 ciemnobrązowe
- Guziki: białe

## Garnizony
- 1801 Zamość